# Кардиомиопатии
Кардиомиопа́тии — гетерогенная группа заболеваний миокарда, связанных с механической или электрической дисфункцией, которая обычно проявляется неадекватной гипертрофией или дилатацией. Кардиомиопатии могут как изолированно поражать только сердце, так и быть частью генерализованного системного заболевания, часто приводят к сердечно-сосудистой смерти или к инвалидизации, обусловленной прогрессирующей сердечной недостаточностью[уточнить].

## Классификация
Кардиомиопатии подразделяются на первичные (идиопатические) без установленной причины и вторичные с известной этиологией.

#### Первичные кардиомиопатии
- генетические:
  - гипертрофическая кардиомиопатия;
  - аритмогенная правожелудочковая кардиомиопатия;
  - некомпактный миокард левого желудочка;
  - болезнь Ленегре;
  - ионные каналопатии.
- смешанные:
  - дилатационная кардиомиопатия;
  - первичная рестриктивная кардиомиопатия;
- приобретенные:
  - воспалительная кардиомиопатия;
  - стресс-индуцированная кардиомиопатия (синдром tako-tsubo);
  - послеродовая кардиомиопатия.[3]

#### Вторичные кардиомиопатии
Группа вторичных кардиомиопатий обширная и включает в себя поражения миокарда при различных заболеваниях и патологических состояниях. Среди вторичных кардиомиопатий наиболее распространены алкогольная кардиомиопатия, тиреотоксическая кардиомиопатия, диабетическая кардиомиопатия, аутоиммунные кардиомиопатии и др.

## Этиология

### Причины наиболее распространенных первичных кардиомиопатий

##### Дилатационная КМП
Генетические факторы: семейная дилатационная КМП, в развитии которой генетический фактор играет решающую роль, наблюдается в 20-30 % всех случаев болезни.
Экзогенные факторы: связь между перенесёнными инфекционным миокардитом и развитием дилатационной КМП (в 15 % случаев) в результате воздействия инфекционных агентов (энтеровирусы, боррелии, вирус гепатита C, ВИЧ). После инфекции, обусловленной вирусами Коксаки, может развиться сердечная недостаточность (даже через несколько лет). Кроме того, с помощью техники молекулярной гибридизации обнаружена энтеровирусная РНК в ядерной ДНК у больных с миокардитом и дилатационной КМП. Токсическое воздействие алкоголя может привести к дилатационной КМП.
Аутоиммунные нарушения: под воздействием экзогенных факторов белки сердца приобретают антигенные свойства, что стимулирует синтез АТ и провоцирует развитие дилатационной КМП. В крови обнаруживается увеличение содержания цитокинов, количество активированных Т-лимфоцитов. Кроме того, обнаруживают АТ к ламинину, миозину тяжелых цепей, тропомиозину, актину.

##### Рестриктивная КМП
Идиопатические рестриктивные КМП: эндомиокардиальный фиброз, эозинофильная эндомиокардиальная болезнь (болезнь Лёффлера).
Вторичные рестриктивные КМП: гемохроматоз, амилоидоз, саркоидоз, склеродермия, карциноидная болезнь сердца, гликогенезы, радиационное поражение сердца, лекарства (антрациклиновая интоксикация).

##### Гипертрофическая КМП
Наследственное заболевание, возникает в результате мутаций одного из четырёх генов, кодирующих белки сердца (бета-миозин тяжелых цепей, ген локализован в хромосоме 14; тропонин Т сердца, ген локализован в хромосоме 1; альфа-тропомиозин, ген расположен в хромосоме 15; миозинсвязывающий белок С, ген расположен в хромосоме 11).
Часто носит семейный характер, выявлено по крайней мере 6 генетических локусов, ответственных за возникновение заболевания. Причинами возникновения заболевания могут быть различные мутации одного из пяти генов, кодирующих синтез белков сердечного саркомера (тропонина Т, тропонина I, альфа-тропомиозина, бета-миозина, миозинсвязывающего белка С). В этих генах обнаружено около 70 мутаций, вызывающих гипертрофическую КМП.

### Причины вторичных кардиомиопатий
Основные причины вторичных кардиомиопатий приведены в таблице:
| Кардиомиопатии                                                                          | Этиология                                                                                |
| --------------------------------------------------------------------------------------- | ---------------------------------------------------------------------------------------- |
| Инфильтративные кардиомиопатии (накопление аномальных субстратов между кардиомиоцитами) | Амилоидоз (первичный, вторичный, семейный); Болезнь Гоше Болезнь Хурлера Болезнь Хантера |
| Болезни накопления (накопление аномальных субстратов внутри кардиомиоцитов)             | Гемахроматоз; Болезнь Фабри Болезнь накопления гликогена Болезнь Ниманна-Пика            |
| Токсические кардиомиопатии                                                              | Лекарственные препараты Тяжелые металлы Химические вещества                              |
| Воспалительные кардиомиопатии                                                           | Саркоидоз                                                                                |
| Эндокринные кардиомиопатии                                                              | Сахарный диабет Гипертиреоз и гипотиреоз Феохромоцитома Акромегалия                      |
| Нейромышечные или неврологические кардиомиопатии                                        | Атаксия Фридриха Мышечная дистрофия Дюшенна-Беккера Нейрофиброматоз                      |
| Аутоиммунные кардиомиопатии                                                             | Системная красная волчанка Склеродермия Ревматоидный артрит                              |

Вторичную дилатационную кардиомиопатию может провоцировать или вызывать нейролептическая терапия препаратами фенотиазинового ряда

## Прогноз
В отношении прогноза течение кардиомиопатий крайне неблагоприятно: сердечная недостаточность
неуклонно прогрессирует, велика вероятность аритмических, тромбоэмболических осложнений и внезапной смерти.
После диагностики дилатационной кардиомиопатии 5-летняя выживаемость составляет 30 %.
При планомерном лечении возможна стабилизация состояния на неопределенный срок.
Наблюдаются случаи, превышающие 10-летнюю выживаемость пациентов, после проведения операций трансплантации сердца.
Хирургическое лечение субаортального стеноза при гипертрофической кардиомиопатии
хотя и дает несомненный положительный результат, но сопряжено с высоким риском гибели пациента во время или вскоре после операции (умирает каждый 6-й прооперированный).
Женщинам, больным кардиомиопатиями, следует воздержаться от беременности
ввиду высокой вероятности материнской смертности.